# Rabbi (Italie)
Pour les articles homonymes, voir Rabbi.
Rabbi est une commune italienne d'environ 1 400 habitants située dans  la province autonome de Trente dans la région du Trentin-Haut-Adige dans le nord-est de l'Italie.

## Administration
| Période                                  | Période | Identité | Étiquette | Qualité |
| ---------------------------------------- | ------- | -------- | --------- | ------- |
|                                          |         |          |           |         |
| Les données manquantes sont à compléter. |         |          |           |         |

### Communes limitrophes
Les communes limitrophes sont  Bresimo, Commezzadura, Malè, Martello, Mezzana, Peio, Pellizzano et Ultimo.